# Достопримечательности Пафоса

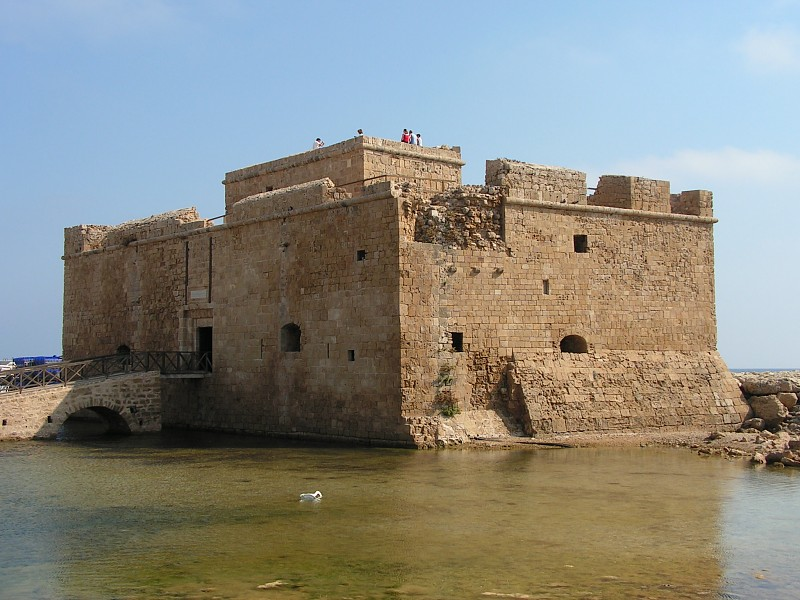
Пафосский замок — один из символов города.

Достопримечательности Пафоса — архитектурные, археологические и иные культурные объекты, располагающиеся на территории кипрского города Пафос и представляющие интерес как с научной, так и с туристической точек зрения.

## Античные объекты

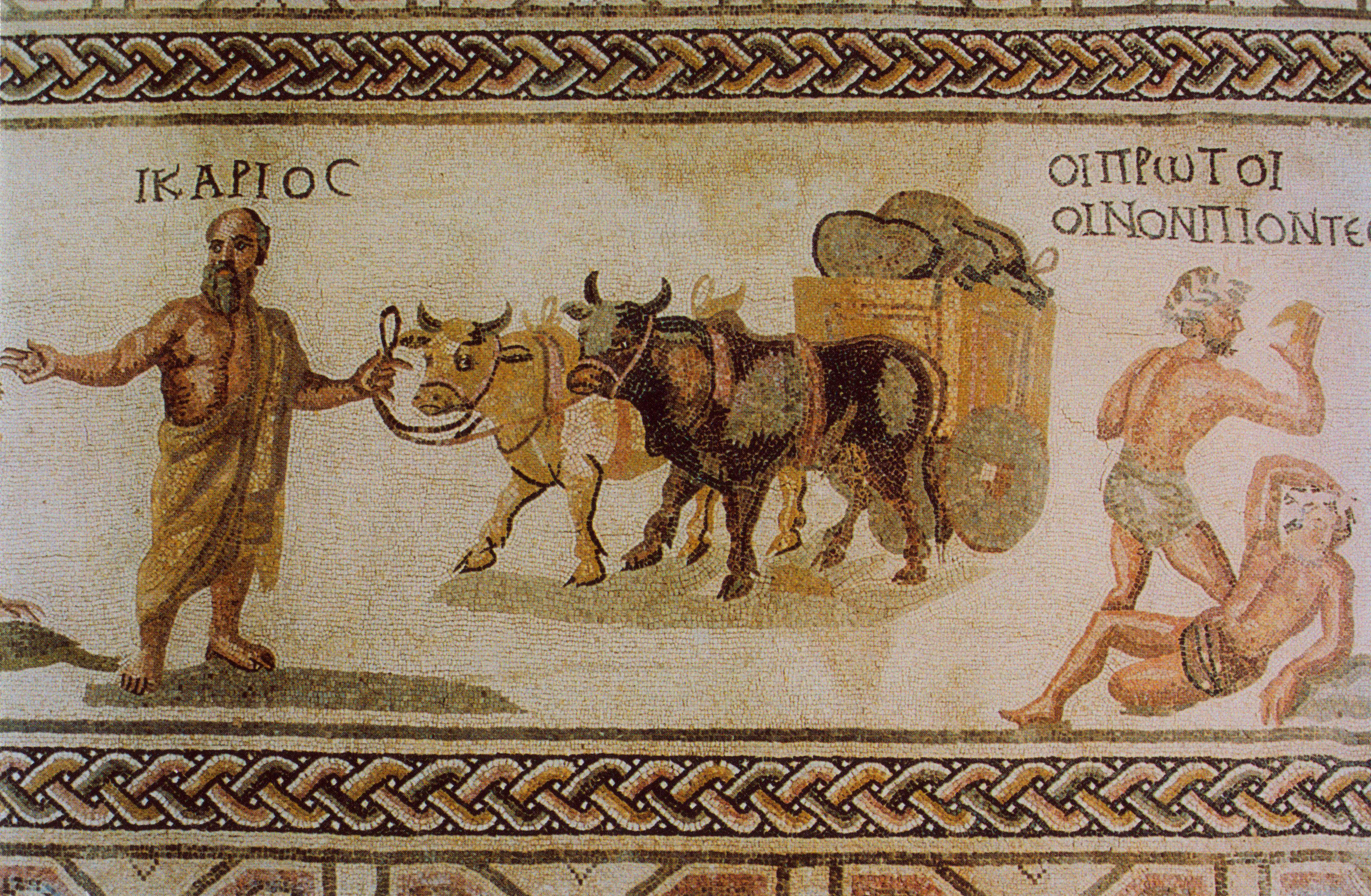
Мозаика из Дома Диониса.

Археологический парк Пафоса — на территории парка расположены следующие археологические объекты:
- Дома мозаик
  - Дом Диониса
  - Дом Тесея
  - Дом Эона
  - Дом Орфея
  - Дом Четырёх времён года
- Одеон — небольшой античный одеон II века н. э.
- Агора
- Асклепион
- Акрополь
- Городские стены (северо-западный вход)

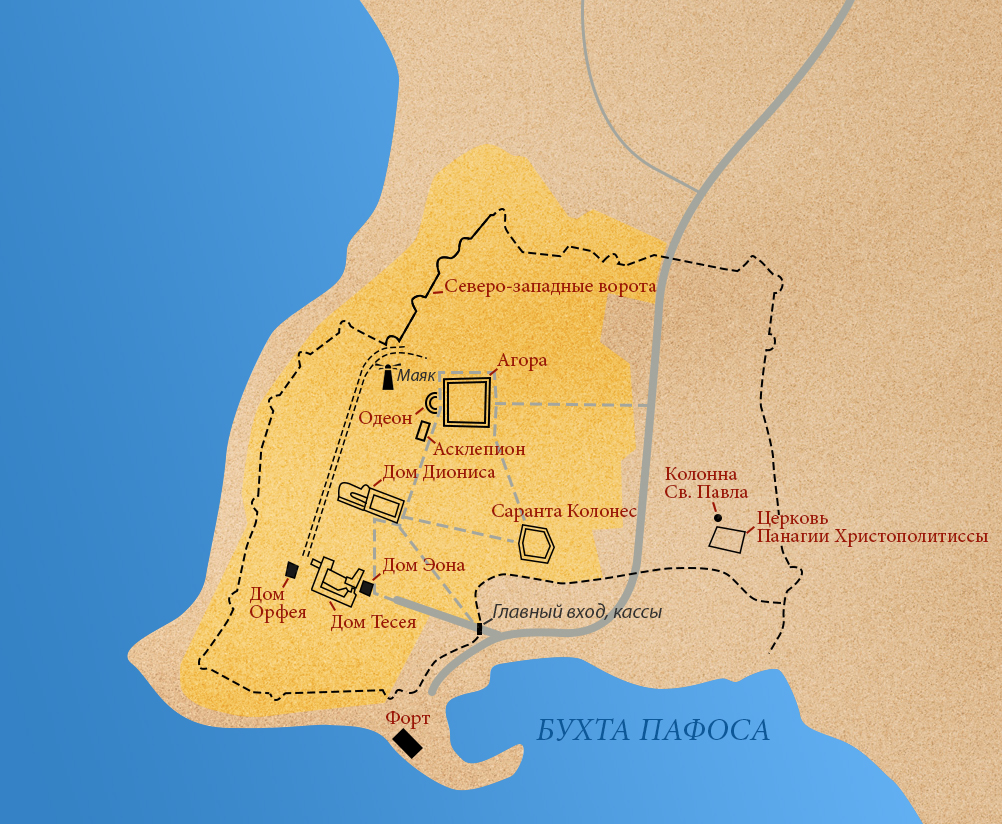
Схема расположения исторических объектов Като-Пафоса, жёлтым выделена основная территория археологического парка

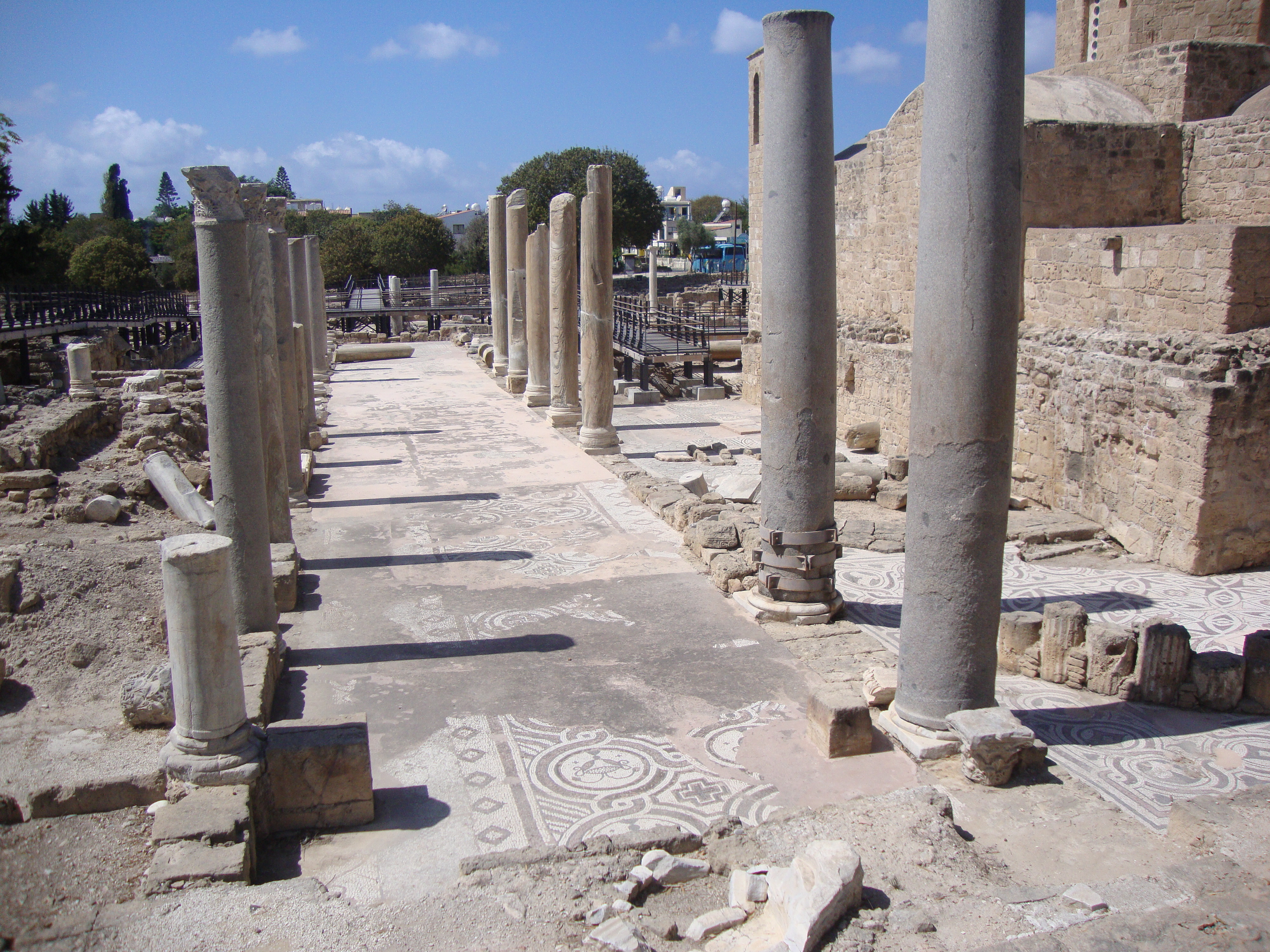
Руины ранневизантийской базилики в ареале церкви Панагия Хрисополитисса

## Раннехристианские и средневековые объекты
Ранневизантийская христианская базилика (IV век) — остатки мозаики и руины раннехристианской базилики находятся в ареале церкви Панагия Хрисополитисса в Като-Пафосе недалеко от гавани Пафоса и археологического парка.

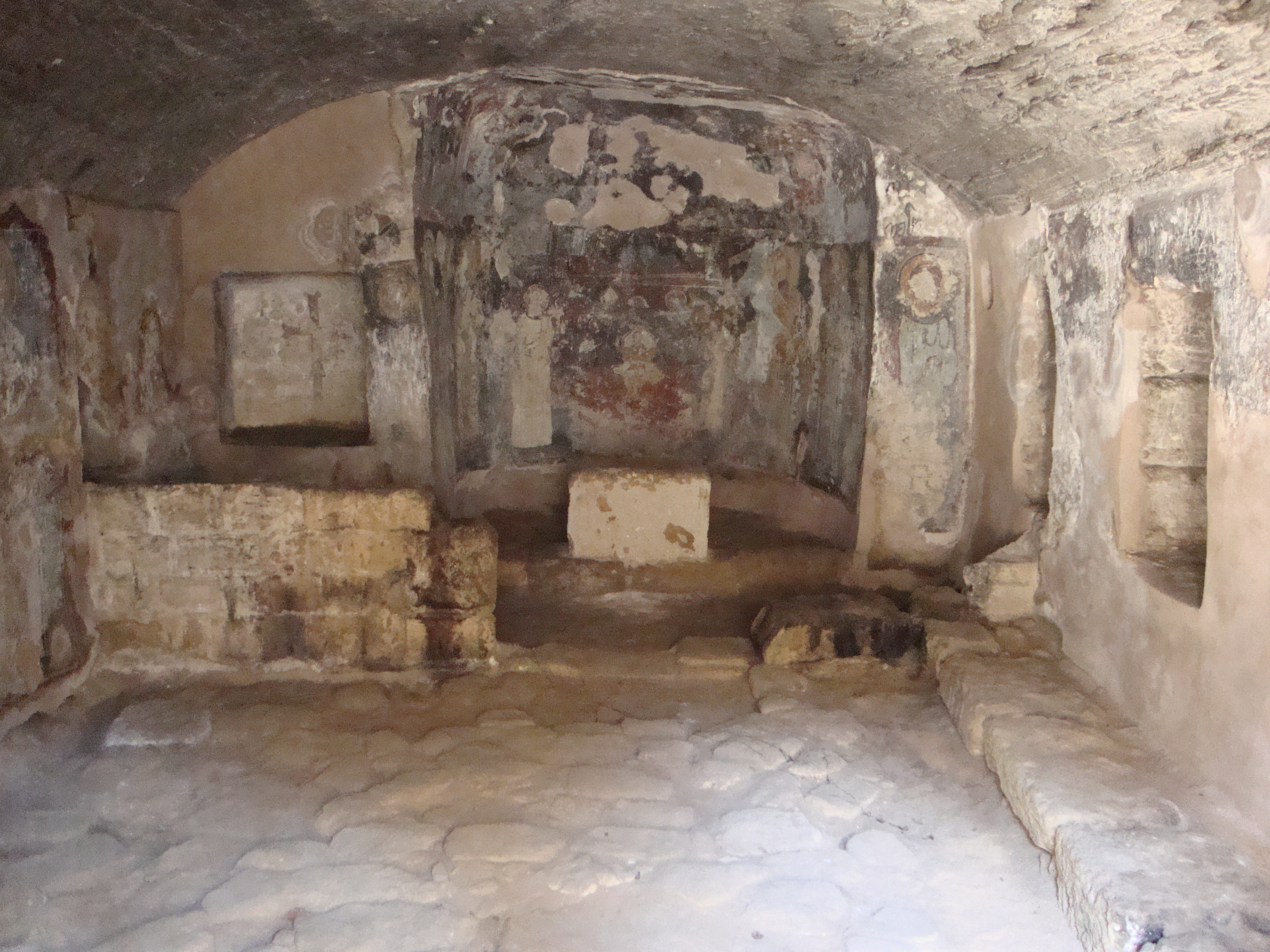
Катакомбы Святой Соломонии

Колонна апостола Павла (I век) — мраморный столб, к которому, по преданию, был привязан проповедовавший в Пафосе апостол Павел во время его бичевания. Столб находятся в ареале церкви Панагия Хрисополитисса в Като-Пафосе недалеко от гавани Пафоса и археологического парка.
Готическая церковь (XIII век) — руины францисканской церкви в готическом стиле, датируемой примерно 1300 годом, находятся в ареале церкви Панагия Хрисополитисса в Като-Пафосе недалеко от гавани Пафоса и археологического парка.

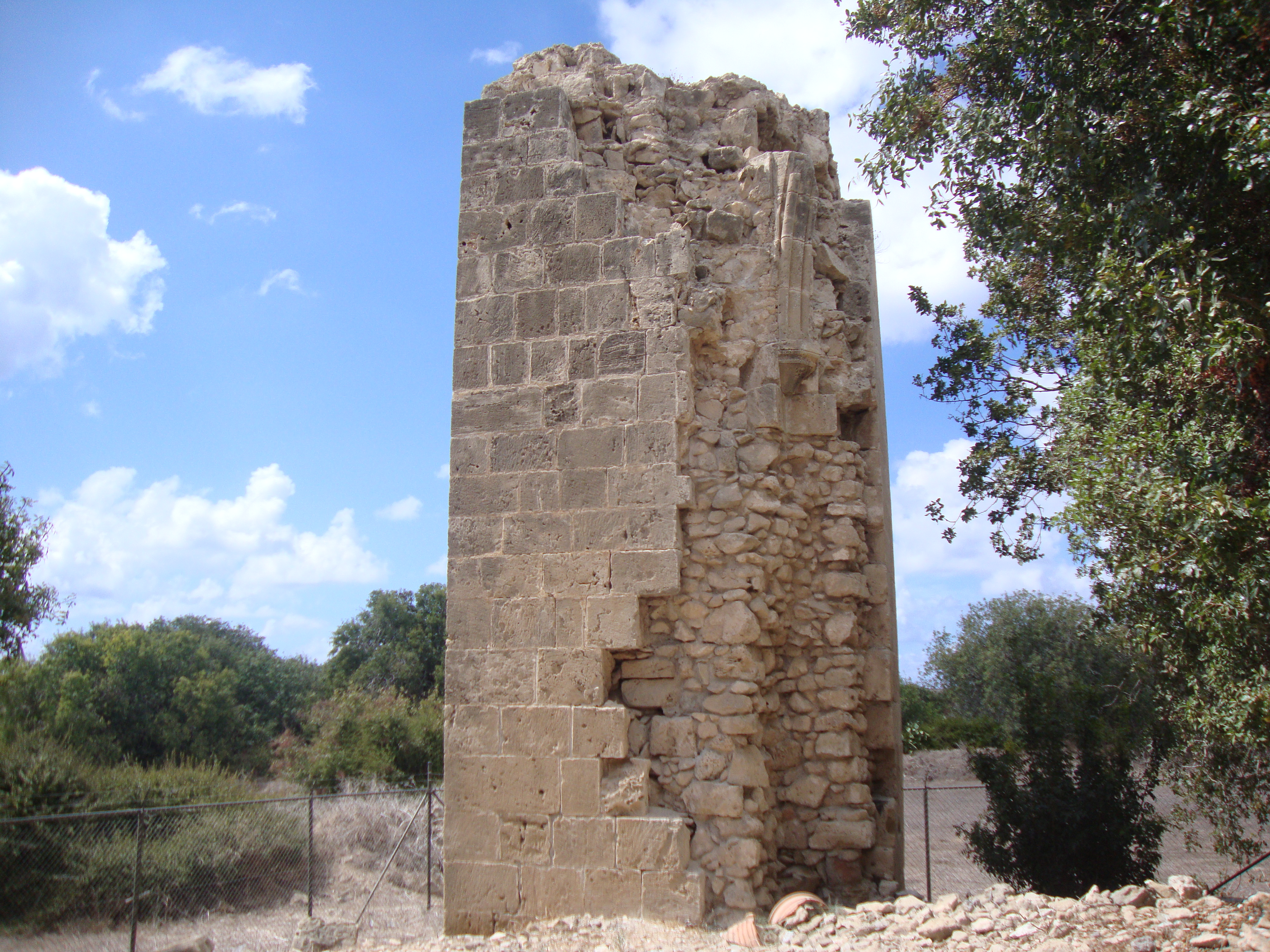
Руины латинского собора Панагии Галатариотиссы

Панагия Хрисополитисса (Церковь Агиа Кириаки) (XIV век) — церковь «Всесвятой (Богородицы) Златоградой», иначе называемая церковью Святой Кириаки. Находится в Като-Пафосе недалеко от гавани Пафоса и археологического парка.
Панагия Лимениотисса («Всесвятая (Богородиця) Портопокровительниця») — эта ранневизантийская базилика была возведена у пафосской гавани в начале V века, в VII веке её разрушили арабы. В X веке на базилика была отстроена заново. Землетрясением 1159 года базилика была разрушена полностью. Руина базилики находятся между Пафосским замком и археологическим парком Пафоса.

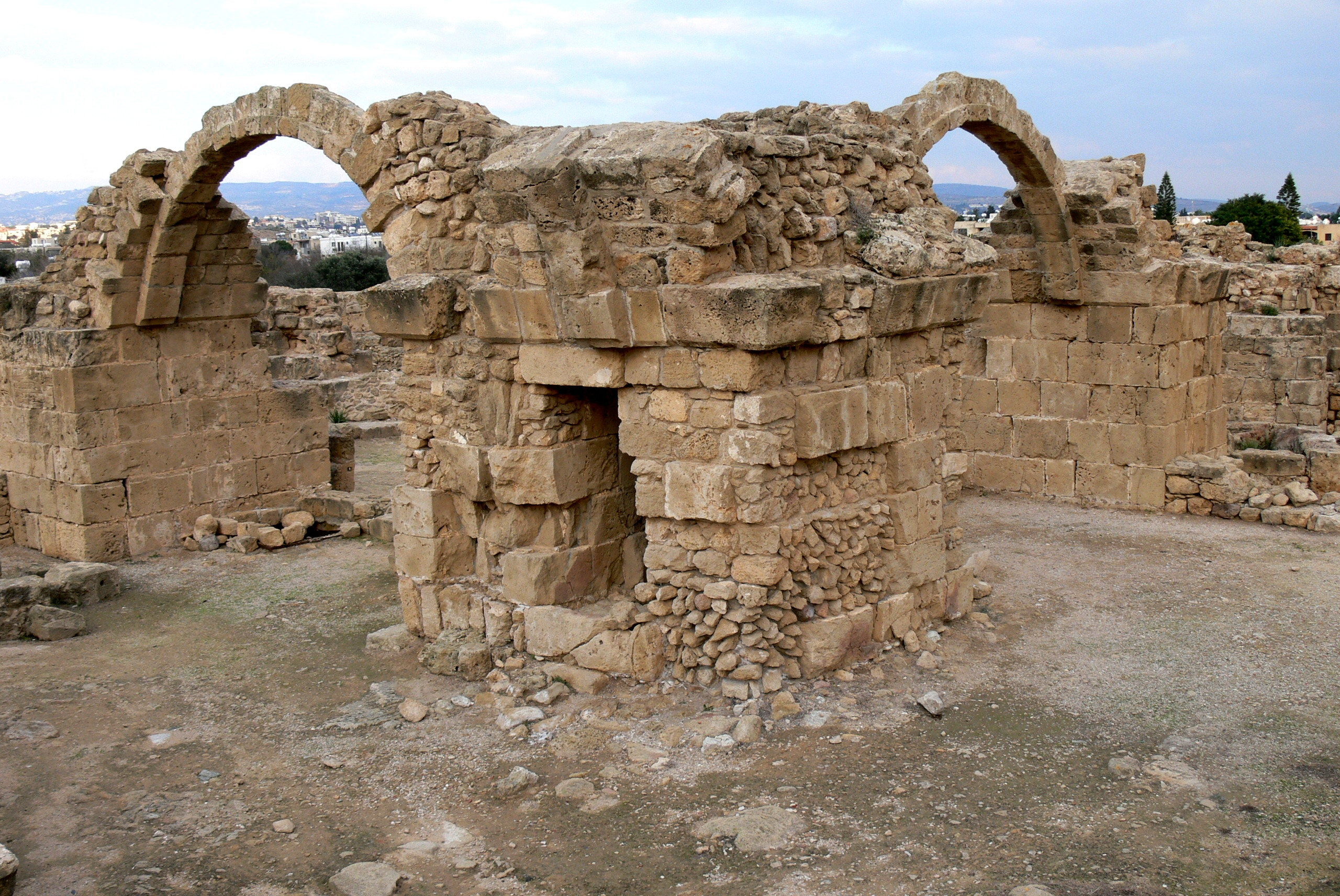
Руины замка Саранта Колонес

Латинский собор (Панагия Галатариотисса) — католический собор «Всесвятой (Богородицы) Молочной», от которого сохранился только угол главного входа, был построен в XIV веке, был существенно отреставрирован последним латинским епископом Пафоса Франческо Контарини (1562—1570) и использовался до 1570 года.
Катакомбы Святой Соломонии — небольшой подземный раннехристианский комплекс захоронений и почитания культа св. Соломонии и ее детей, раннехристианских мучеников. В одной из пещер находится святой источник, по преданию, исцеляющий от болезней глаз.

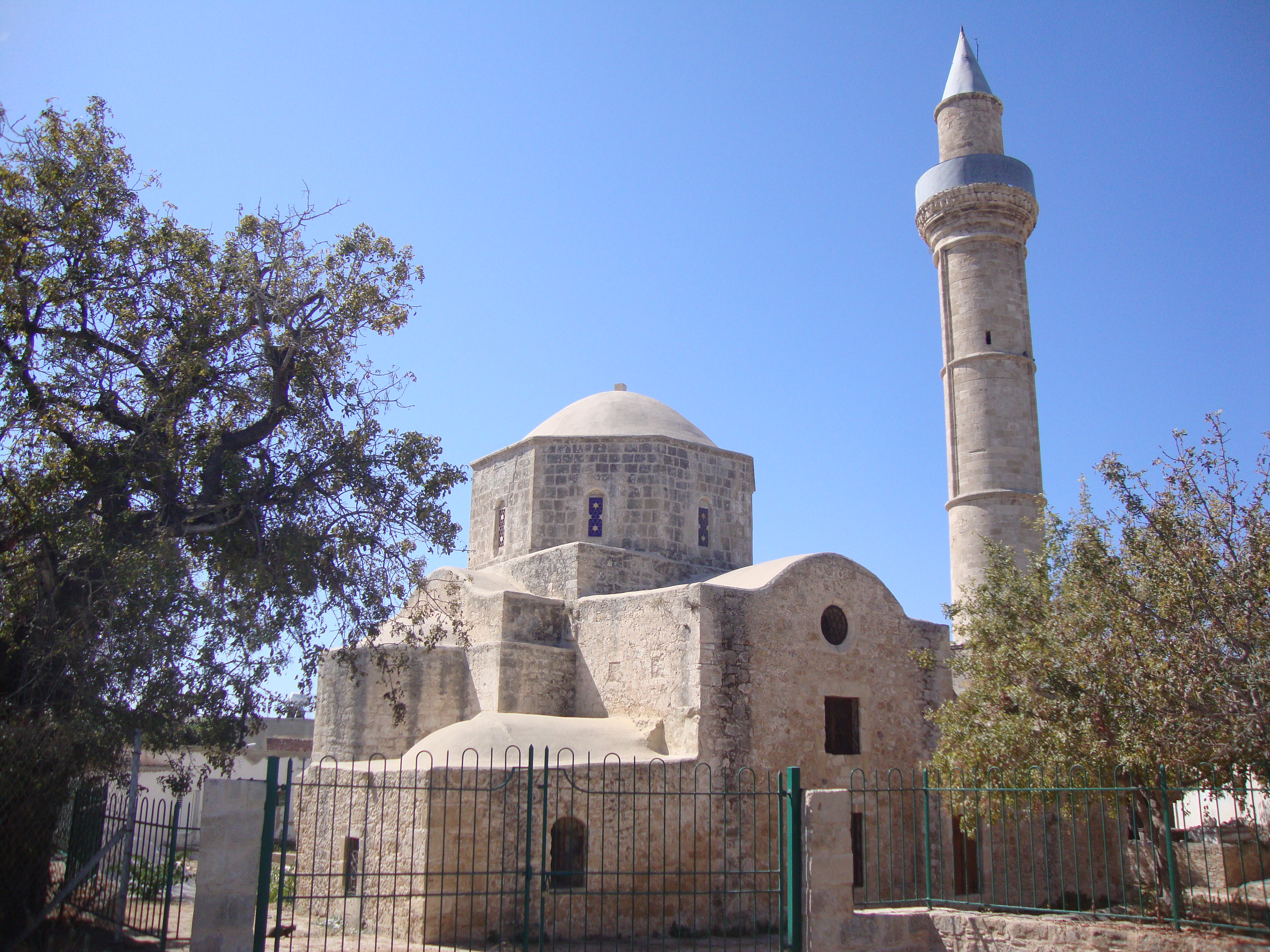
Мечеть Джами Кебир

Катакомбы Святого Ламбриана (Агиос Ламбрианос) — катакомбный раннехристианский комплекс, вероятно использовавшийся для богослужения и проживания.
Пафосский замок — средневековый замок на западном краю гавани в Пафосе. За время существования служил крепостью, тюрьмой и даже складом соли во время британской оккупации острова. Восстановлен турками в 1592 году, о чём повествует турецкая надпись над входом в замок. В 1935 году замок был объявлен одной из основных достопримечательностей Пафоса.
Пещера Святого Агапитика (Агиос Агапетикос)
Петра-ту-Дигени
Франкские бани — общественные бани франкского периода, использовавшиеся ещё и в османский период. 
Замок Саранта Колонес — византийская крепость, основанная в VII веке для защиты города и гавани Пафоса от арабских набегов и существенно перестроенная крестоносцами в 1200 году. После разрушения в результате землетрясения 1222 года замок больше не восстанавливался.
Мечеть Джами Кебир — перестроена турками в 1584 году из византийской церкви Агия-София.

## Православные объекты

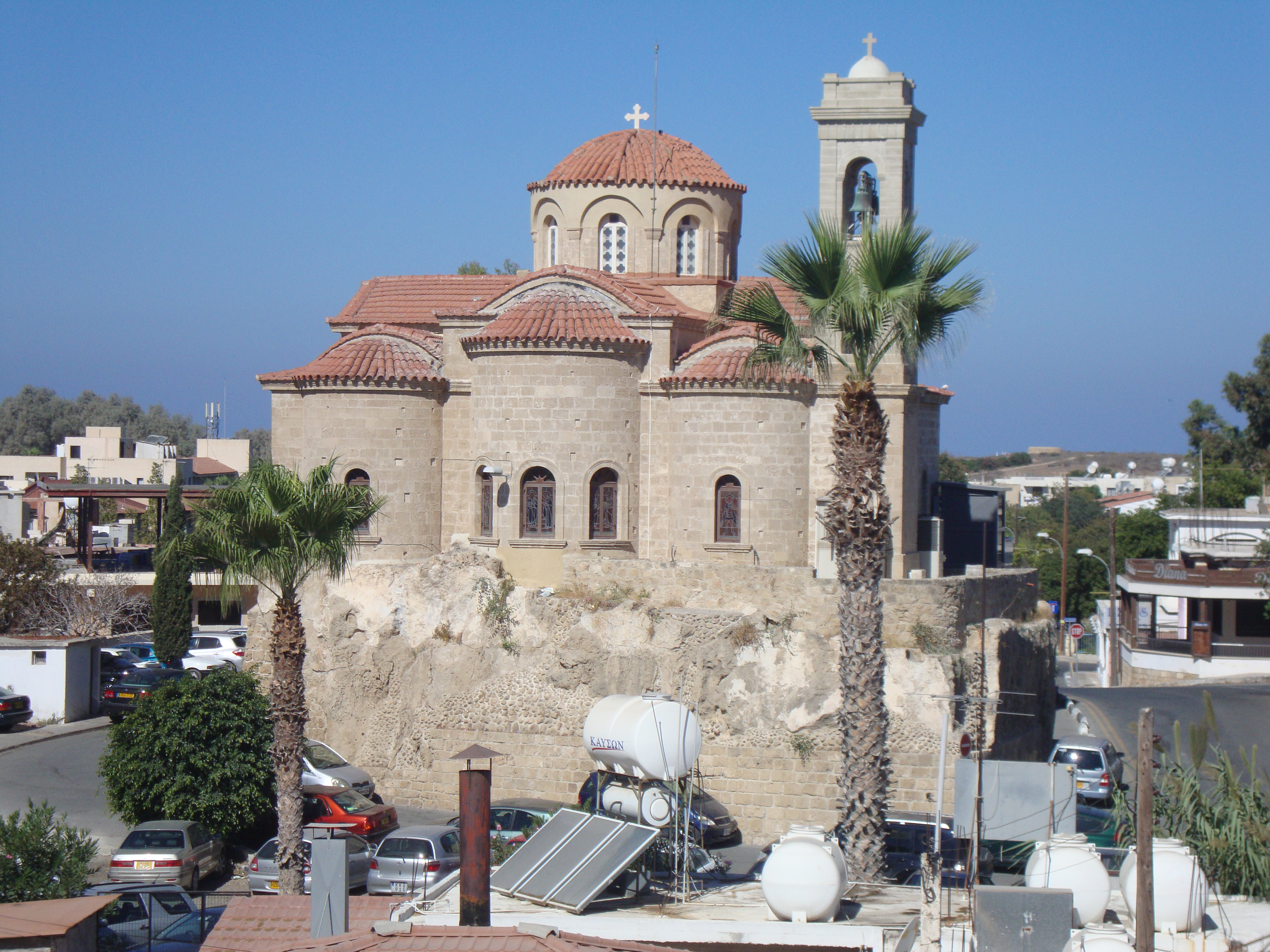
Церковь Панагия Теоскепасти

Церковь Панагия Теоскепасти (греч. Παναγία Θεοσκέπαστη — Всесвятая (Богородица) Укрытая Богом) — православная византийская церковь, расположенная на небольшой скале неподалёку от гавани Като-Пафоса («Нижний Пафос»). Церковь является одним из пунктов христианского паломничества благодаря хранящейся в ней посеребренной иконе Пресвятой Богородицы, по преданию, написанной самим евангелистом Лукой.
Церковь Святого Антония
Церковь Святого Павла
Церковь Святого Кендеаса
Собор Святого Феодора
Дворец митрополита Пафосского

## Музеи

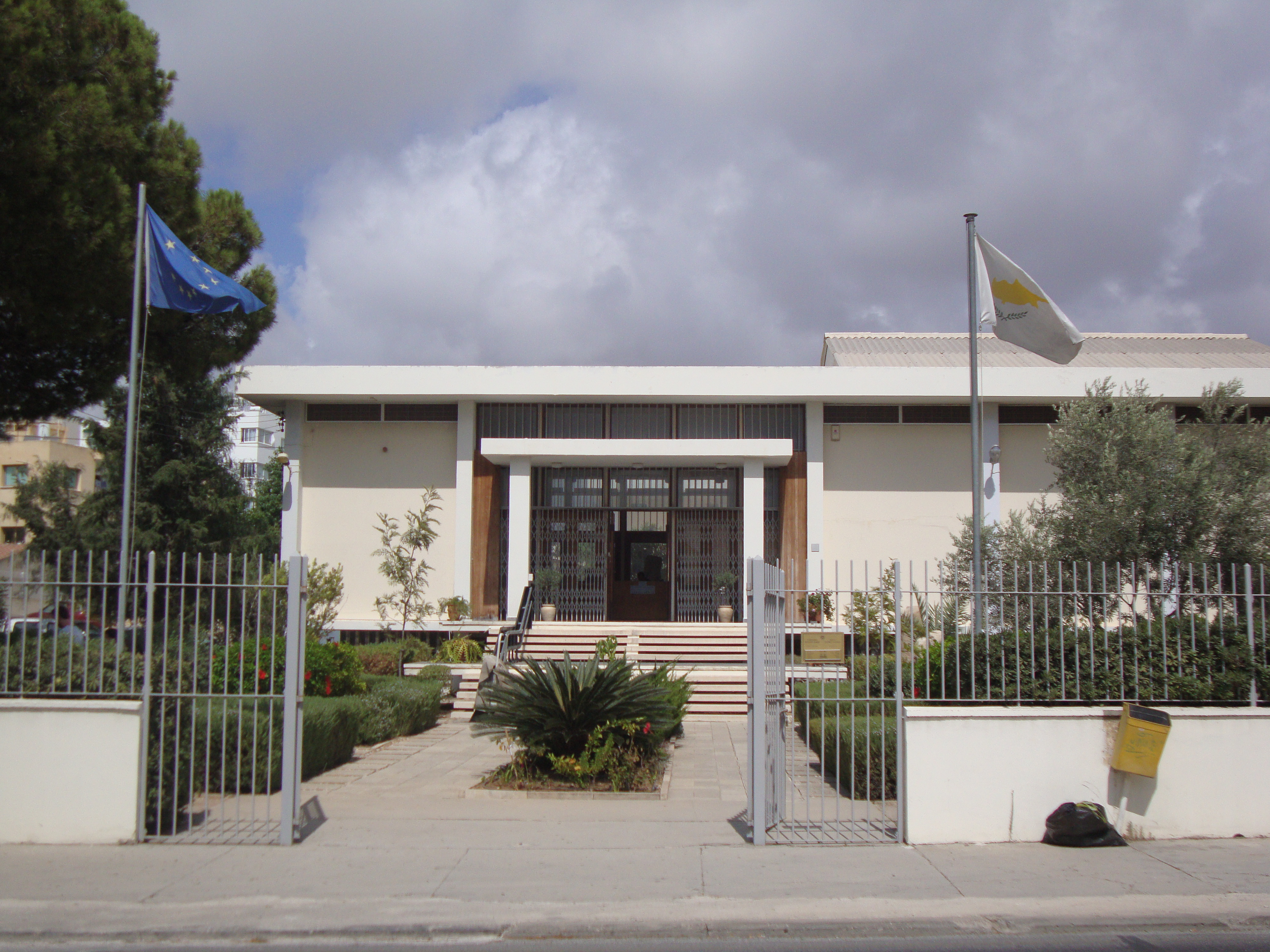
Археологический музей Пафоса

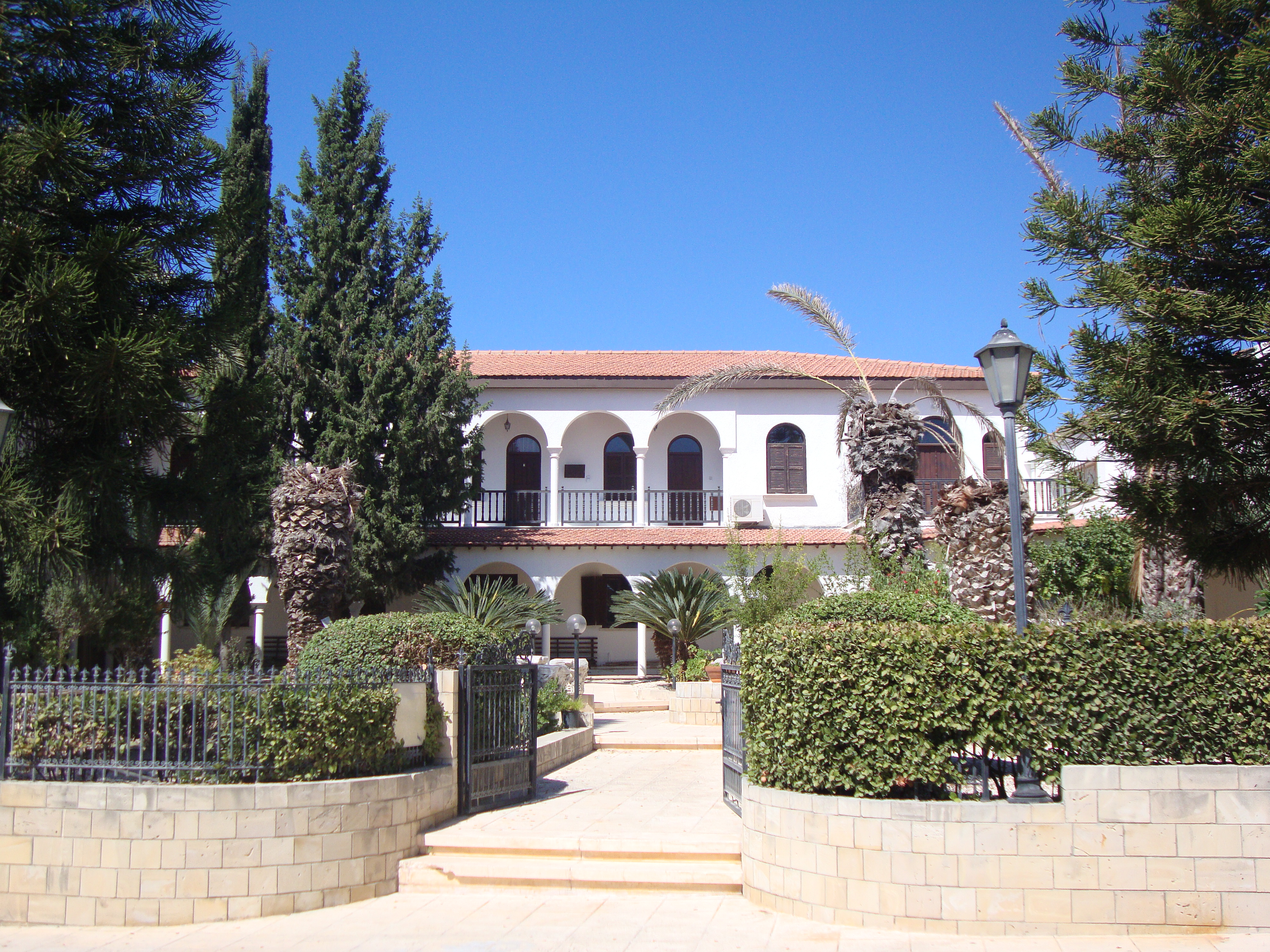
Византийский музей Пафоса

Археологический музей Пафоса — районный археологический музей, расположенный в Ктиме («Верхний город») по адресу проспект Георгиу Грива Дигени, дом 43, по направлению к Героскипу. В пяти залах музея представлены экспонаты разных эпох — неолита, бронзового века, эллинизма, римского периода, эпохи византийской империи и средневековья вплоть до начала XVIII века. Экспонаты собраны на территории Палеопафоса (Куклия), Неа-Пафоса (современного Пафоса) и Мариона (Полис), Героскипу и других мест.
Византийский музей Священной Митрополии Пафоса — музей православной церковной культуры Западного Кипра, расположенный в Ктиме. Музей занимает Восточное крыло резиденции митрополита Пафоссокого по адресу улица Андреа Иоанну, дом 5. Основными экспонатами музея являются кипрские православные иконы (более ста экземпляров), созданные в основном в XII—XIX веках. Жемчужиной музейной коллекции является икона Агиа Марина (Святая Марина) типа оранта с житийными клеймами (VII—VIII века), которая является самой старой иконой из всех, находящихся на Кипре.
Галерея искусств — небольшая муниципальная галерея искусств, расположенная в Ктиме по адресу улица Гладстонос, дом 7. В галерее представлена коллекция картин и скульптур пафосских авторов.
Пафосский аквариум — единственный на Кипре публичный аквариум, располагающийся в Ктиме по адресу улица Артемидос, дом 1. Аквариум невелик по мировым меркам, однако содержит довольно разнообразный набор представителей средиземноморской фауны. 

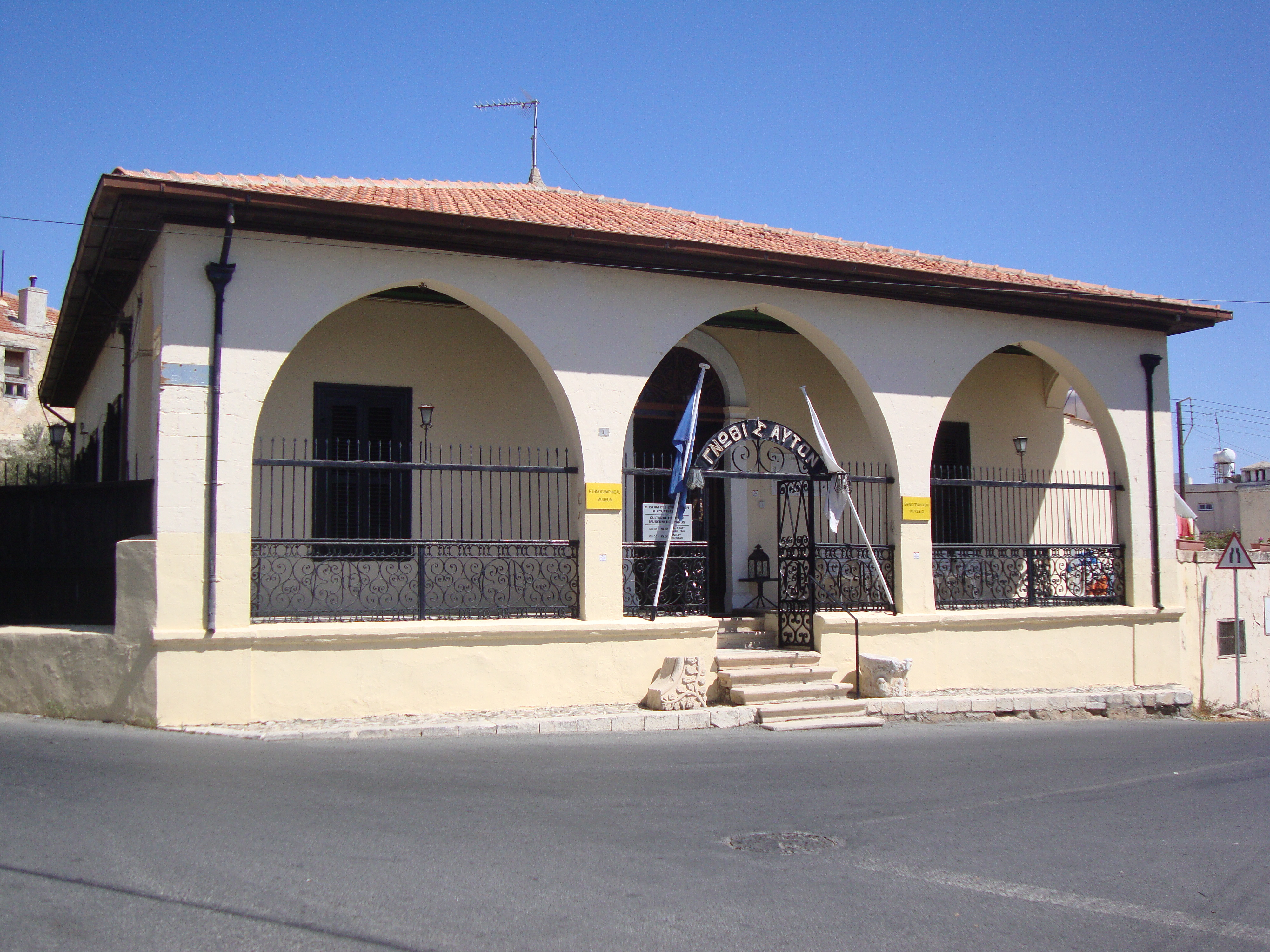
Этнографический музей Пафоса

Этнографический музей Пафоса — частный этнографический музей, учреждённый профессором Г. С. Элиадесом. Музей находится в Ктиме по адресу улица Эксо Врисис, дом 1, по дороге от Паламас-сквер до Византийского музея. В музее представлена коллекция предметов кипрской материальной культуры от периода энеолита до наших дней. 